# Marie-Reine du Monde (Lallingen)

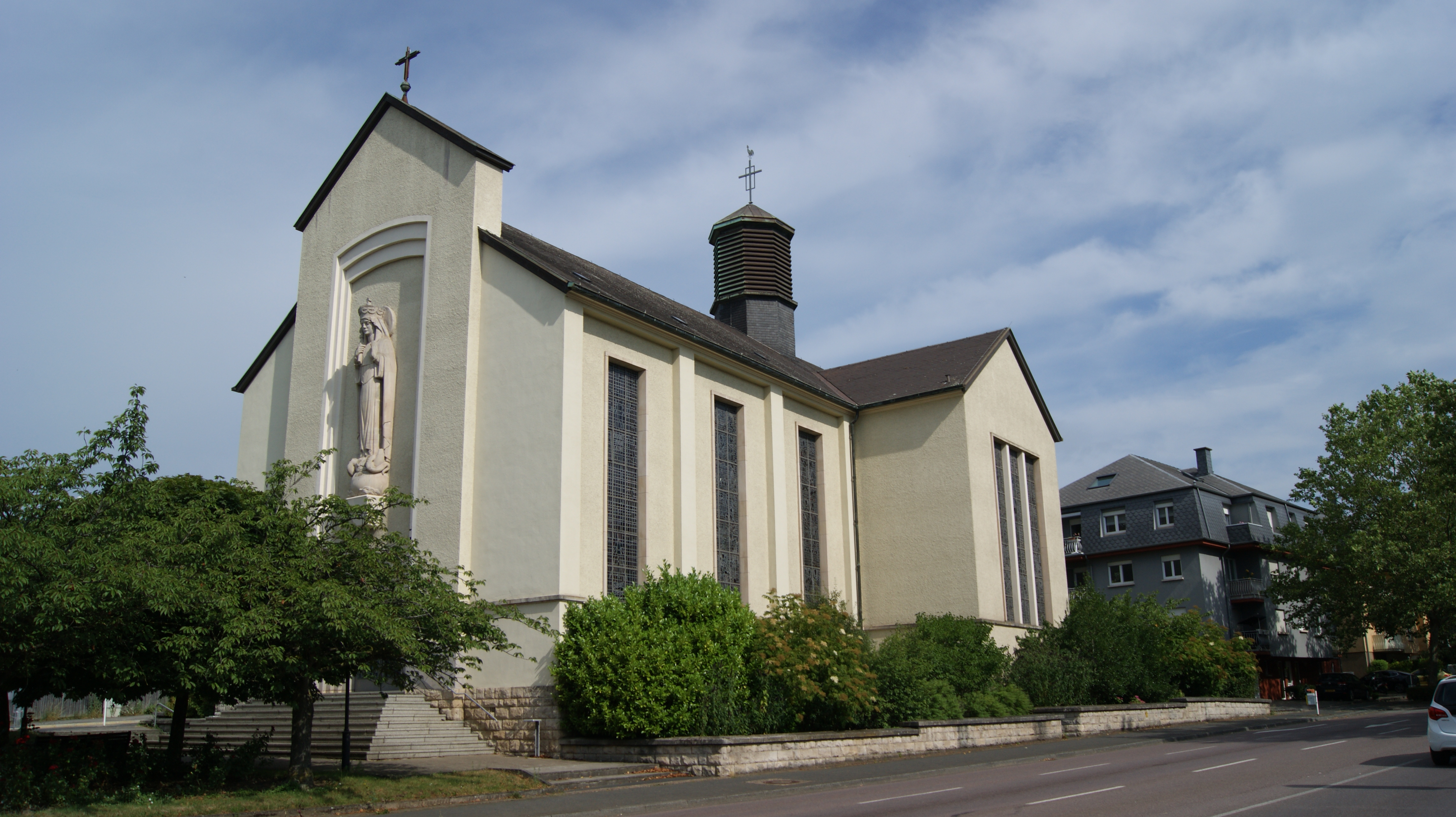
Marie-Reine du Monde

Die römisch-katholische Kirche Marie-Reine du Monde (dt.: Maria Königin der Welt, lux.: Kinnigin vun der Welt, auch: lux.: Kierch Esch-Lalleng; franz.: Église Marie-Reine du Monde de Lallange) in der Rue du Luxembourg, dem Ortsteil Lallingen (lux.: Lalleng, franz.: Lallange) in der Stadt Esch-sur-Alzette gehört zur Pfarrei Esch-Uelzecht Sainte-Famille zum Dekanat Esch-sur-Alzette und zum Erzbistum Luxemburg. Sie befindet sich leicht erhöht an der Kreuzung der Luxemburger Straße (N4), des Boulevard Grande-Duchesse Charlotte (N4C) und der Monnerecher Straße (CR106). Südlich hinter der Kirche liegt der Friedhof (franz.: Cimetière de Capellen, dt.: Friedhof der Kapelle).

## Kirchengebäude

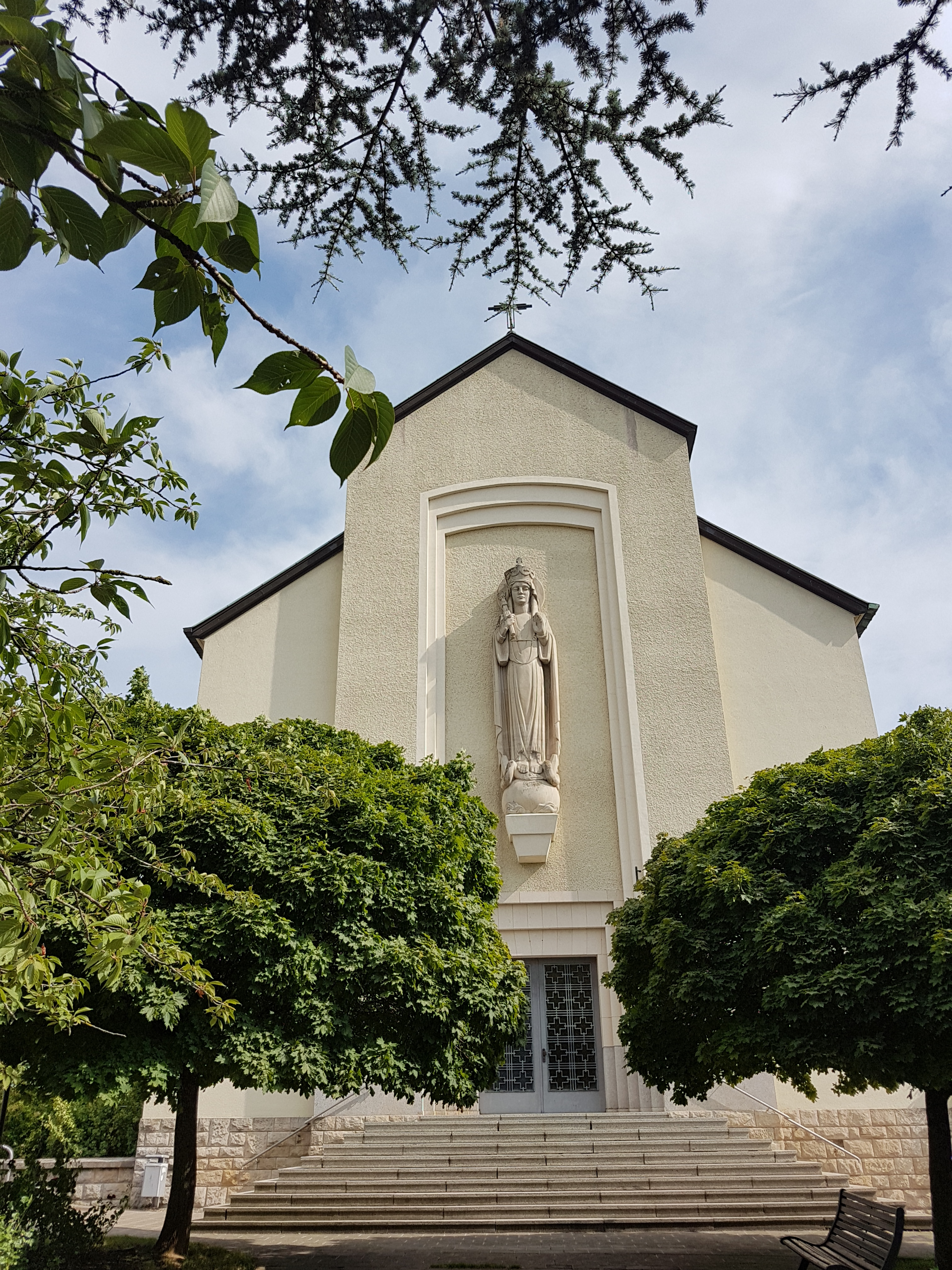
Haupteingang

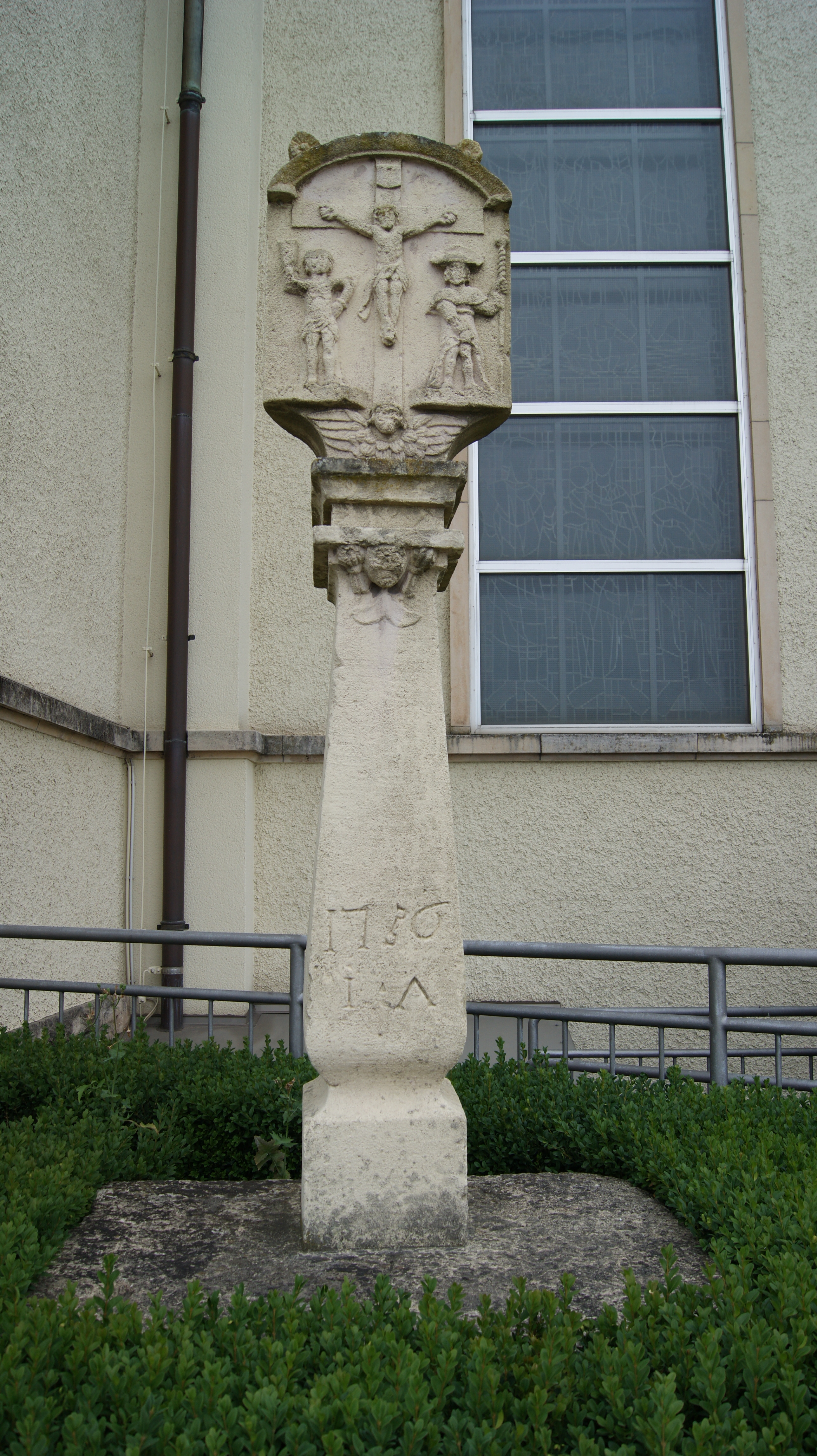

Die am 21. November 1953 geweihte Kirche wurde von Architekt Isidore Engler entworfen. An der Fassade über dem Haupteingang ist ein großes Hochrelief der Jungfrau Maria (Muttergottes) in der Darstellung als Königin.
Das Mosaik im Chor stammt von Jean Barillet aus Paris und stellt die Krönung der Muttergottes durch die Dreifaltigkeit dar. Der Taufstein wurde von Emile Hulten entworfen. Die Fenster von Frantz Kinnen stellen biblische Szenen aus dem Leben der Jungfrau Maria dar.
Auf der Empore ist eine Orgel mit 15 Registern die von der „Manufacture d’orgues luxembourgeoise“ aus Lintgen unter Leitung von Georg Westenfelder gebaut wurde. Die Orgel wurde am 21. November 1987 eingeweiht.
Im Kirchturm hängen drei Glocken, die in den h', a' und fis erklingen.
Neben der Kirche steht auf der Westseite (Monnerecher Straße) ein altes, verwittertes steinernes Wegkreuz.